# شیرپنیر سه‌شاخی
شیرپنیر سه‌شاخی(نام علمی: Galium tricornutum) نام یک گونه از سرده شیرپنیر است.